# 麻生內閣
麻生内閣（日语：／ Aso Taro Naikaku */?）是日本眾議院議員、自由民主黨總裁麻生太郎就任第92任內閣總理大臣（首相）後，自2008年9月24日至2009年9月16日組成的內閣。
第91代內閣總理大臣福田康夫（第22代自由民主黨總裁）於9月1日宣佈辭職，9月22日麻生太郎當選新一任自民黨總裁。9月24日福田內閣内閣總辭職後，麻生內閣成立。

## 組閣過程
第170屆日本國會於2008年9月24日進行首班指名選舉，由於參議院由在野黨控制，跟前任福田康夫時一樣，兩院提名不同的人選。眾議院提名自由民主黨總裁麻生太郎，參議院提名民主黨代表小澤一郎。由於眾議院能否定參議院決定，麻生同日正式獲天皇任命為下任內閣總理大臣，同日麻生內閣成立。
有別於過往由內閣官房長官宣佈新內閣命單，麻生親自向記者公佈，並為各人具同分工說明。
2008年9月25日經過內閣會議決定內閣總理大臣臨時代理就任順位為内閣官房長官河村建夫、内閣府特命擔當大臣與謝野馨、総務大臣鳩山邦夫、財務大臣中川昭一、内閣府特命擔當大臣甘利明。
由於上台之前，內閣因麻生本人的人氣而民望高企，令政府不斷被媒體追問提前解散國會的時間。、解散ができなかった福田にかわり雖然麻生本人曾提出年內改選眾議院，但由於內閣支持度急速下跌，因而被迫擱置計畫。

## 支持度的改變

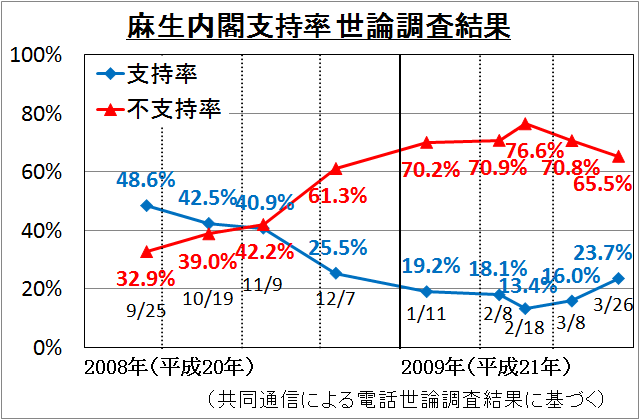
共同通信電話民意調査支持度改變

雖然自民黨多度換相，但一開始由於麻生在無黨派人士支持度高，內閣一開始有50%支持。但由於世界金融危機的影響開始在秋季浮現，12月時支持度已經下滑至約20%。
另一方面，由於麻生多度在公共場合失言及念錯漢字發音，令麻生多次被媒體批判，令其支持度下滑加快。另一方面，由於前兩名首相安倍、福田都是突然辭職，令市民對自民黨失去信心。加上參議院被以民主黨為首的在野黨，令施政更加困難。
在2月17日，當中川昭一財務大臣在羅馬八大工業國組織財長會議記者會時，因神情呆滯，精神恍惚而致把記者問題弄錯；記者會被日本廣泛報道，及後並傳至亞洲與美國的新聞報道，引起日本朝野指責其表現令國家蒙羞，前首相森喜朗、民主黨小澤一郎等人更猜測中川喝醉，令麻生內閣跌至只有9.3%。
雖然當3月時因民主黨黨代表小澤一郎陷入政治獻金案，令民望回升至32%。 但當5月鳩山由紀夫接任民主黨代表及總務大臣鳩山邦夫因就日本郵政社長去留問題不合辭職後，民望再一次下跌，到6月中旬再一次回落至19%。

## 「麻生退陣」的計畫及眾議院解散
2009年2月中旬黨內開始出現要求麻生辭職的聲音，前幹事長中川秀直更公開要求麻生辭職。
由於眾議院任期在7月屆滿，麻生首相在7月13日表明打算21日眾議院解散，8月30日投票的計劃。但民主黨在7月12日2009年東京都議會議員選舉自民黨慘敗後，在14日在議會中提出信任動議，在自公同盟議員支持下通過，但實際上議會在在野政黨杯葛下提早結束。
由於投票給自民黨已被視為延續麻生政權，有部份議員嘗試在議會在21日正式解散前在黨兩院總會強迫麻生辭職，借更換黨總裁提升選舉勝率，但不成功。

## 總辭過程
在8月30日眾議院選舉中自民黨慘敗，麻生當晚已承認落敗及將辭任首相及自民黨總裁。由於新民主黨內閣要到9月16日才正式成立，G20財務大臣・中央銀行總裁會議與謝野財務和金融相及二階經產相、石破農相都沒有出席期間的國際會儀，被媒體指責沒有履行內閣大臣責任。
在9月16日，特別國會召開，在臨時會議中，麻生內閣正式總辭。同日，民主黨為主的民社國聯合政府鳩山內閣正式成立。

## 國務大臣
| 職稱                                                                        | 姓名 | 姓名         | 所屬議院 所屬政黨        | 特別事項                          | 備註                              |
| --------------------------------------------------------------------------- | ---- | ------------ | ------------------------ | --------------------------------- | --------------------------------- |
| 內閣總理大臣                                                                |      | 麻生太郎     | 眾議院 自由民主黨 無派閥 |                                   | 自由民主黨總裁                    |
| 財務大臣 内閣府特命擔當大臣 （金融擔當）                                    |      | 中川昭一     | 眾議院 自由民主黨 伊吹派 |                                   | 2009年2月17日辭任                 |
| 財務大臣 内閣府特命擔當大臣 （金融擔當）                                    |      | 與謝野馨     | 眾議院 自由民主黨 無派閥 |                                   | 2009年2月17日任命                 |
| 總務大臣 内閣府特命擔當大臣 （地方分總改革擔當）                            |      | 鳩山邦夫     | 眾議院 自由民主黨 津島派 |                                   | 2009年6月12日辭任                 |
| 總務大臣 内閣府特命擔當大臣 （地方分總改革擔當）                            |      | 佐藤勉       | 眾議院 自由民主黨 古賀派 |                                   | 2009年6月12日任命                 |
| 法務大臣                                                                    |      | 森英介       | 眾議院 自由民主黨 麻生派 |                                   |                                   |
| 外務大臣                                                                    |      | 中曾根弘文   | 參議院 自由民主黨 伊吹派 |                                   |                                   |
| 文部科學大臣                                                                |      | 鹽谷立       | 眾議院 自由民主黨 町村派 | 國立國會圖書館 連絡調整委員會委員 |                                   |
| 厚生勞動大臣                                                                |      | 舛添要一     | 參議院 自由民主黨 無派閥 |                                   | 再任                              |
| 農林水產大臣                                                                |      | 石破茂       | 眾議院 自由民主黨 津島派 |                                   |                                   |
| 經濟產業大臣                                                                |      | 二階俊博     | 眾議院 自由民主黨 二階派 |                                   | 再任                              |
| 國土交通大臣                                                                |      | 中山成彬     | 眾議院 自由民主黨 町村派 |                                   | 2008年9月28日辭任                 |
| 國土交通大臣                                                                |      | （河村建夫） | 眾議院 自由民主黨 伊吹派 | （臨時代理）                      | 2008年9月28日指定 2008年9月29日免 |
| 國土交通大臣                                                                |      | 金子一義     | 眾議院 自由民主黨 古賀派 |                                   | 2008年9月29日任命                 |
| 環境大臣                                                                    |      | 齊藤鐵夫     | 眾議院 公明黨            |                                   | 再任                              |
| 防衛大臣                                                                    |      | 濱田靖一     | 眾議院 自由民主黨 無派閥 |                                   |                                   |
| 内閣官房長官                                                                |      | 河村建夫     | 眾議院 自由民主黨 伊吹派 | 綁架問題擔當                      |                                   |
| 國家公安委員會委員長 内閣府特命擔當大臣 （沖繩及北方対策擔當） （防災擔當） |      | 佐藤勉       | 眾議院 自由民主黨 古賀派 |                                   | 2009年7月2日免                    |
| 國家公安委員會委員長 内閣府特命擔當大臣 （沖繩及北方対策擔當） （防災擔當） |      | 林幹雄       | 眾議院 自由民主黨 山崎派 |                                   | 2009年7月2日任命                  |
| 内閣府特命擔當大臣 （經濟財政政策擔當）                                     |      | 與謝野馨     | 眾議院 自由民主黨 無派閥 |                                   | 再任 2009年7月2日免               |
| 内閣府特命擔當大臣 （經濟財政政策擔當）                                     |      | 林芳正       | 參議院 古賀派            |                                   | 2009年7月2日任命                  |
| 内閣府特命擔當大臣 （規制改革擔當）                                         |      | 甘利明       | 眾議院 自由民主黨 山崎派 | 行政改革擔當 公務員制度改革擔當   |                                   |
| 内閣府特命擔當大臣 （科學技術政策擔當） （食品安全擔當） （消費者擔當）     |      | 野田聖子     | 眾議院 自由民主黨 無派閥 | 消費者行政推進擔當                | 再任                              |
| 内閣府特命擔當大臣 （少子化對策擔當） （男女共同參劃擔當）                  |      | 小淵優子     | 眾議院 自由民主黨 津島派 |                                   |                                   |

- 2008年9月24日任命。
- 组閣时的平均年龄 - 58歳
- 最年長 - 70歳（與謝野馨）
- 最年少 - 34歳（小淵優子）
- 2009年9月1日，野田聖子國務大臣被解除特命事項「消費者行政推進擔當」。同日，更為被任命為「內閣府特命擔當大臣（消費者擔當）」。

## 內閣官房副長官・內閣法制局長官
| !職稱          | 姓名     | 擔當     | 所屬議院 所屬政黨 | 備註              |
| -------------- | -------- | -------- | ----------------- | ----------------- |
| 內閣官房副長官 | 松本純   | 政務擔當 | 眾議院、麻生派    |                   |
| 內閣官房副長官 | 鴻池祥肇 | 政務擔當 | 參議院、麻生派    | 2009年5月13日辭任 |
| 內閣官房副長官 | 淺野勝人 | 政務擔當 | 參議院、麻生派    | 2009年5月13日任命 |
| 內閣官房副長官 | 漆間巖   | 事務擔當 | 元警察庁長官      |                   |
| 內閣法制局長官 | 宮﨑禮壹 |          | 元內閣法制次長    | 再任              |

- 副長官在2008年9月24日，法制局長官在9月25日任命。

## 內閣總理大臣補佐官
| 職名               | 氏名     | 擔當         | 所属など       | 備考              |
| ------------------ | -------- | ------------ | -------------- | ----------------- |
| 內閣總理大臣補佐官 | 中山恭子 | 綁架問題擔當 | 參議院、町村派 | 2008年9月27日任命 |
| 內閣總理大臣補佐官 | 山口俊一 | 地方再生擔當 | 眾議院、麻生派 | 2008年9月30日任命 |

## 副大臣
| 職稱           | 姓名       | 所屬議院 所屬政黨 | 備註                   |
| -------------- | ---------- | ----------------- | ---------------------- |
| 內閣府副大臣   | 増原義剛   | 眾議院、伊吹派    | 再任                   |
| 內閣府副大臣   | 宮澤洋一   | 眾議院、古賀派    | 再任                   |
| 內閣府副大臣   | 谷本龍哉   | 眾議院、町村派    | 再任                   |
| 總務副大臣     | 石崎岳     | 眾議院、町村派    | 再任                   |
| 總務副大臣     | 倉田雅年   | 眾議院、津島派    | 再任                   |
| 法務副大臣     | 佐藤剛男   | 眾議院、山崎派    | 再任                   |
| 外務副大臣     | 伊藤信太郎 | 眾議院、高村派    | 再任                   |
| 外務副大臣     | 石崎聖子   | 參議院、町村派    |                        |
| 財務副大臣     | 石田真敏   | 眾議院、山崎派    | 2009年3月30日任命      |
| 財務副大臣     | 竹下亘     | 眾議院、津島派    | 再任                   |
| 財務副大臣     | 平田耕一   | 眾議院、津島派    | 再任 2009年3月26日辭任 |
| 文部科學副大臣 | 松野博一   | 眾議院、町村派    | 再任                   |
| 文部科學副大臣 | 山內俊夫   | 參議院、山崎派    | 再任                   |
| 厚生勞動副大臣 | 大村秀章   | 眾議院、津島派    |                        |
| 厚生勞動副大臣 | 渡辺孝男   | 參議院、公明黨    | 再任                   |
| 農林水產副大臣 | 近藤基彦   | 眾議院、古賀派    | 再任                   |
| 農林水產副大臣 | 石田祝稔   | 眾議院、公明黨    | 再任                   |
| 經濟產業副大臣 | 山本早苗   | 眾議院、町村派    | 再任                   |
| 經濟產業副大臣 | 吉川貴盛   | 眾議院、津島派    | 再任                   |
| 國土交通副大臣 | 金子恭之   | 眾議院、山崎派    | 再任                   |
| 國土交通副大臣 | 加納時男   | 參議院、古賀派    | 再任                   |
| 環境副大臣     | 吉野正芳   | 眾議院、町村派    | 再任                   |
| 防衛副大臣     | 北村誠吾   | 眾議院、古賀派    | 再任                   |

- 2008年9月29日任命。

## 大臣政務官
| 職稱               | 姓名       | 所屬議院 所屬政黨 | 備註                   |
| ------------------ | ---------- | ----------------- | ---------------------- |
| 內閣府大臣政務官   | 宇野治     | 眾議院、伊吹派    | 再任                   |
| 內閣府大臣政務官   | 並木正芳   | 眾議院、町村派    | 再任                   |
| 內閣府大臣政務官   | 松浪健太   | 眾議院、伊吹派    | 再任 2009年1月14日罷免 |
| 內閣府大臣政務官   | 岡本芳郎   | 眾議院、津島派    | 2009年1月14日任命      |
| 總務大臣政務官     | 坂本哲志   | 眾議院、山崎派    | 再任                   |
| 總務大臣政務官     | 鈴木淳司   | 眾議院、町村派    | 再任                   |
| 總務大臣政務官     | 中村博彦   | 參議院、町村派    | 再任                   |
| 法務大臣政務官     | 早川忠孝   | 眾議院、町村派    | 再任                   |
| 外務大臣政務官     | 柴山昌彦   | 眾議院、町村派    | 再任                   |
| 外務大臣政務官     | 西村康稔   | 眾議院、町村派    | 再任                   |
| 外務大臣政務官     | 御法川信英 | 眾議院、無派閥    | 再任                   |
| 財務大臣政務官     | 三ツ矢憲生 | 眾議院、古賀派    | 再任                   |
| 財務大臣政務官     | 末松信介   | 參議院、町村派    | 再任                   |
| 文部科學大臣政務官 | 萩生田光一 | 眾議院、町村派    | 再任                   |
| 文部科學大臣政務官 | 井之上智子 | 參議院、公明黨    | 再任                   |
| 厚生勞動大臣政務官 | 金子善次郎 | 眾議院、二階派    | 再任                   |
| 厚生勞動大臣政務官 | 戶井田徹   | 眾議院、津島派    | 再任 2009年6月16日辭任 |
| 農林水產大臣政務官 | 江藤拓     | 眾議院、伊吹派    | 再任                   |
| 農林水產大臣政務官 | 野村哲郎   | 參議院、津島派    | 再任                   |
| 經濟產業大臣政務官 | 谷合正明   | 參議院、公明黨    | 再任                   |
| 經濟產業大臣政務官 | 松村祥史   | 參議院、津島派    | 再任                   |
| 國土交通大臣政務官 | 谷口和史   | 眾議院、公明黨    | 再任                   |
| 國土交通大臣政務官 | 西銘恒三郎 | 眾議院、津島派    | 再任                   |
| 國土交通大臣政務官 | 岡田直樹   | 參議院、町村派    | 再任                   |
| 環境大臣政務官     | 古川禎久   | 眾議院、山崎派    | 再任                   |
| 防衛大臣政務官     | 武田良太   | 眾議院、山崎派    | 再任                   |
| 防衛大臣政務官     | 岸信夫     | 參議院、町村派    | 再任                   |

- 2008年9月29日任命。